# Inmersión (realidad virtual)

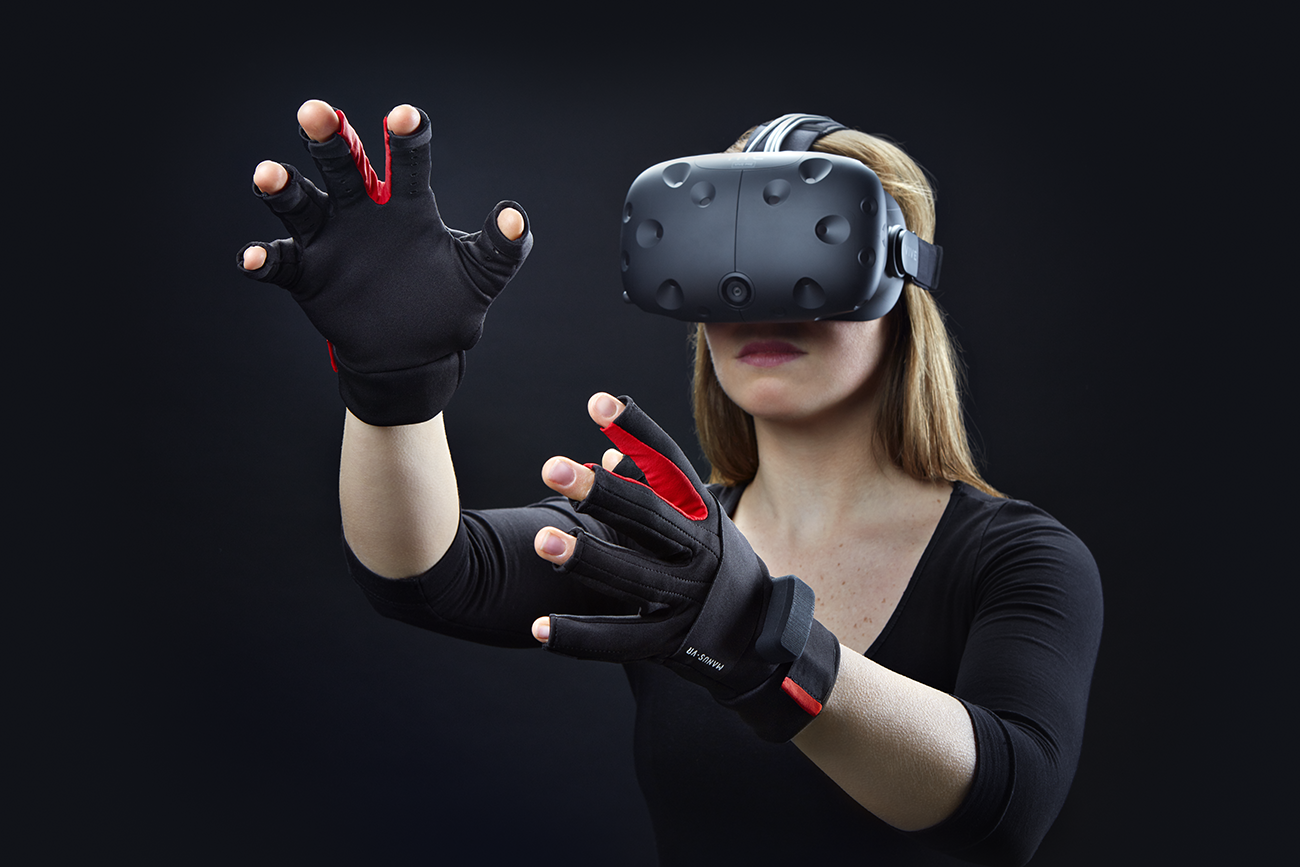
Una mujer que utiliza el kit de desarrollo de guantes Manus VR en 2016

La inmersión en la realidad virtual (VR) es la percepción de estar físicamente presente en un mundo no físico. La percepción se crea rodeando al usuario del sistema de realidad virtual con imágenes, sonido u otros estímulos que proporcionan un entorno total absorbente.

## Etimología
El nombre es un uso metafórico de la experiencia de inmersión aplicada a la representación, la ficción o la simulación. La inmersión también se puede definir como el estado de conciencia en el que la conciencia del yo físico de un "visitante" ( Maurice Benayoun ) o un "inmerso" ( Char Davies ) se transforma al estar rodeado de un entorno artificial; Se utiliza para describir la suspensión parcial o total de la incredulidad, permitiendo la acción o reacción a estímulos encontrados en un entorno virtual o artístico. Cuanto mayor es la suspensión de la incredulidad, mayor es el grado de presencia alcanzado.

## Tipos
Según Ernest W. Adams, la inmersión se puede separar en tres categorías principales:
- Inmersión táctica : La inmersión táctica se experimenta cuando se realizan operaciones táctiles que implican habilidad. Los jugadores se sienten "en la zona" mientras perfeccionan acciones que resultan en éxito.
- Inmersión estratégica : La inmersión estratégica es más cerebral y está asociada con un desafío mental. Los jugadores de ajedrez experimentan una inmersión estratégica al elegir la solución correcta entre una amplia gama de posibilidades.
- Inmersión narrativa : la inmersión narrativa ocurre cuando los jugadores se involucran en una historia y es similar a lo que se experimenta al leer un libro o mirar una película.

Staffan Björk y Jussi Holopainen, en Patterns In Game Design, dividen la inmersión en categorías similares, pero las llaman inmersión sensorio-motora, inmersión cognitiva e inmersión emocional, respectivamente. Además de estos, agregan una nueva categoría: inmersión espacial, que ocurre cuando un jugador siente que el mundo simulado es perceptualmente convincente. El jugador siente que está realmente "allí" y que un mundo simulado parece y se siente "real".

## Presencia

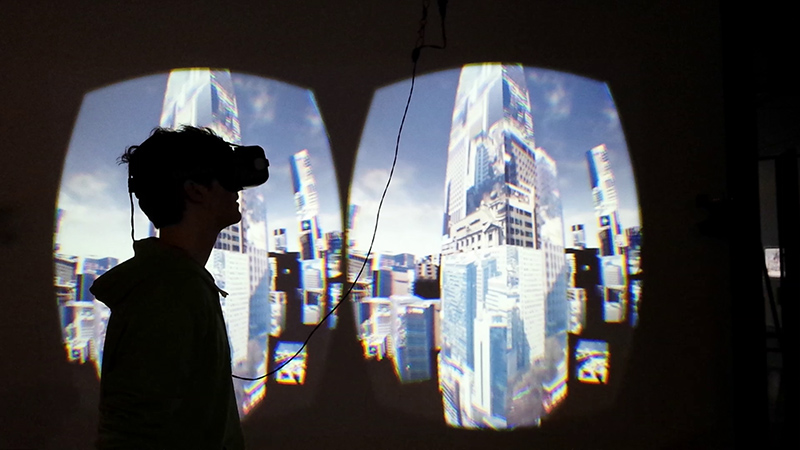
10.000 ciudades en movimiento, Marc Lee, Instalación basada en telepresencia

Presencia, término derivado del acortamiento del original " telepresencia ", es un fenómeno que permite a las personas interactuar y sentirse conectadas con el mundo exterior a sus cuerpos físicos a través de la tecnología. Se define como la sensación subjetiva de una persona de estar en una escena representada por un médium, generalmente de naturaleza virtual.  La mayoría de los diseñadores se centran en la tecnología utilizada para crear un entorno virtual de alta fidelidad; sin embargo, también se deben tener en cuenta los factores humanos involucrados en lograr un estado de presencia. Es la percepción subjetiva, aunque generada y/o filtrada a través de la tecnología creada por el hombre, la que en última instancia determina el logro exitoso de la presencia.
Las gafas de realidad virtual pueden producir una sensación visceral de estar en un mundo simulado, una forma de inmersión espacial llamada Presencia. Según Oculus VR, los requisitos tecnológicos para lograr esta reacción visceral son una baja latencia y un seguimiento preciso de los movimientos.Michael Abrash dio una charla sobre realidad virtual en Steam Dev Days en 2014. Según el equipo de investigación de realidad virtual de Valve, se necesita todo lo siguiente para establecer la presencia.
- Un amplio campo de visión (80 grados o mejor)
- Resolución adecuada (1080p o mejor)
- Baja persistencia de píxeles (3 ms o menos)
- Una frecuencia de actualización suficientemente alta (>60 Hz, 95 Hz es suficiente pero menos puede ser adecuado)
- Pantalla global donde todos los píxeles se iluminan simultáneamente (la pantalla móvil puede funcionar con seguimiento ocular).
- Óptica (como máximo dos lentes por ojo con compensaciones, la óptica ideal no es práctica con la tecnología actual)
- Calibración óptica
- Seguimiento sólido como una roca: traducción con precisión milimétrica o mejor, orientación con precisión de un cuarto de grado o mejor y volumen de 1,5 metros o más por lado
- Baja latencia (20 m de movimiento hasta el último fotón, 25 m pueden ser suficientes)

## Medios y tecnología inmersivos
Medios inmersivos es un término aplicado a un grupo de conceptos,  definidos de diversas formas, que pueden tener aplicación en campos como la ingeniería, los medios, la atención sanitaria, la educación y el comercio minorista.  Los conceptos incluidos en los medios inmersivos son:
- Realidad virtual (VR)[11]
- Realidad aumentada (AR)[11]
- Realidad mixta (MR)[11]
- Contenido 3D[11]

### Tecnología

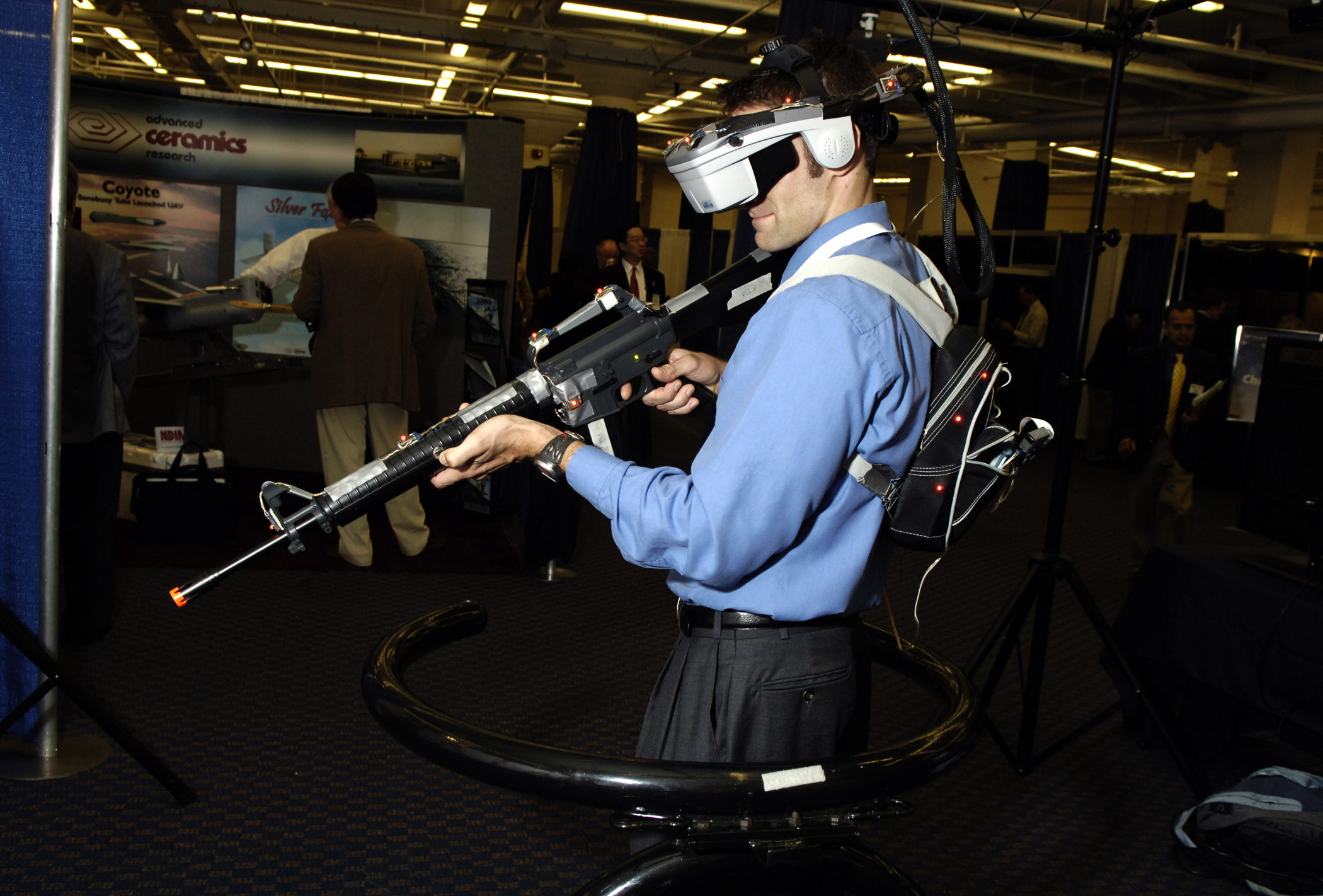
El ingeniero psicólogo investigador del Laboratorio de Investigación Naval (NRL) demuestra el Entrenador inmersivo de infantería (IIT), uno de varios proyectos de entorno de entrenamiento virtual (VIRTE).

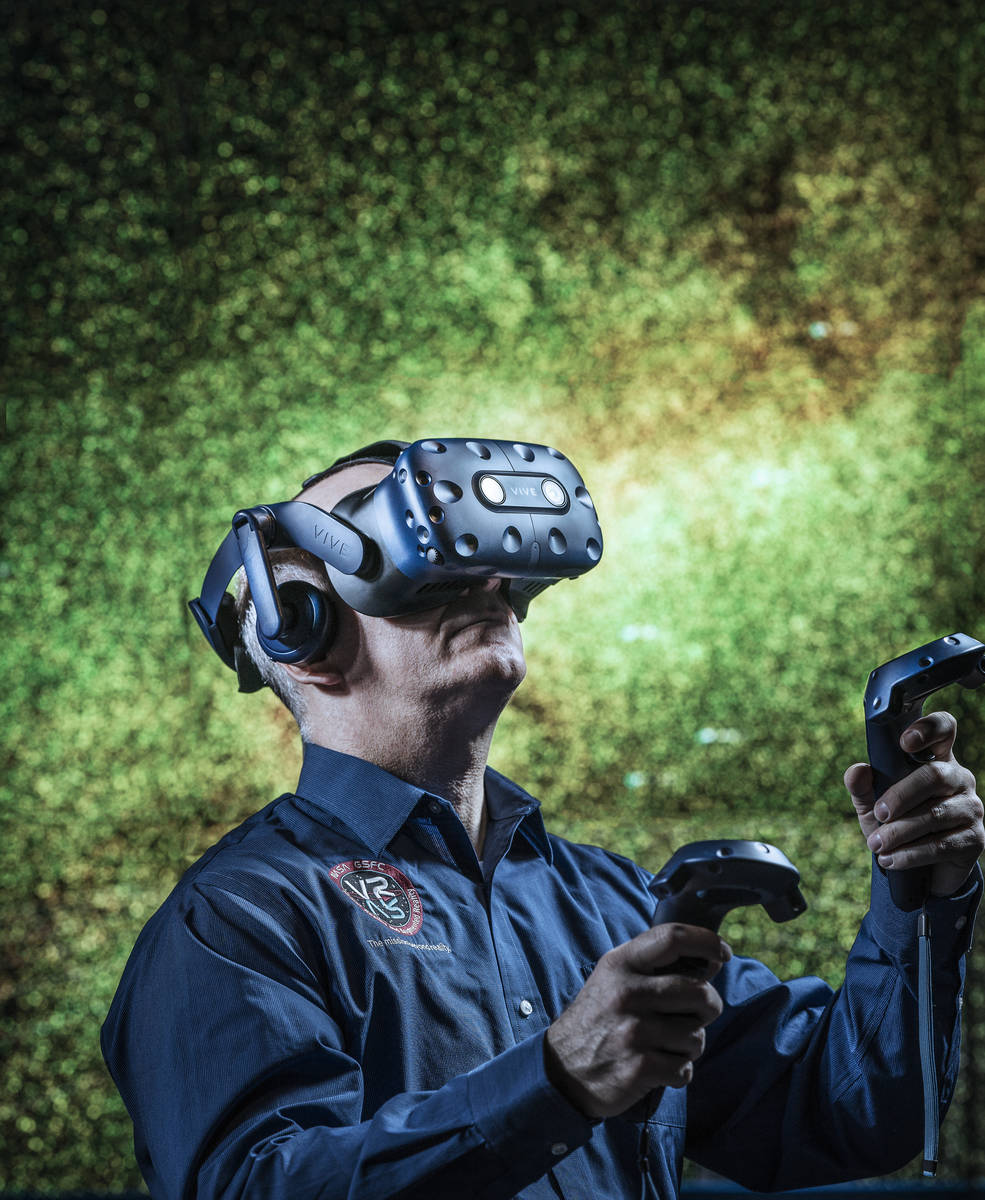
Una versión de las modernas gafas de realidad virtual que se utilizarían en la actualidad

La realidad virtual inmersiva es una tecnología que tiene como objetivo sumergir completamente al usuario dentro del mundo generado por computadora, dándole la impresión de que ha "entrado" en el mundo sintético. Esto se logra mediante el uso de tecnologías de Head-Mounted Display (HMD) o proyecciones múltiples. HMD permite que la realidad virtual se proyecte justo frente a los ojos y permite a los usuarios concentrarse en ella sin ninguna distracción. Los primeros intentos de desarrollar tecnología inmersiva se remontan al siglo XIX. Sin estos primeros intentos, el mundo de la tecnología inmersiva nunca habría alcanzado el estado tecnológico avanzado que tenemos hoy. Los numerosos elementos que rodean el ámbito de la tecnología inmersiva se combinan de diferentes maneras para crear diferentes tipos de tecnología inmersiva, incluida la realidad virtual y los juegos generalizados.  Si bien la tecnología inmersiva ya ha tenido un impacto inmenso en nuestro mundo, su crecimiento y desarrollo progresivos seguirán teniendo impactos duraderos en nuestra cultura tecnológica.

#### Origen
Uno de los primeros dispositivos que se diseñó para parecerse y funcionar como un casco de realidad virtual se llamó estereoscopio . Fue inventado en la década de 1830 durante los primeros días de la fotografía y utilizaba una imagen ligeramente diferente en cada ojo para crear una especie de efecto 3D.  Aunque a medida que la fotografía siguió desarrollándose a finales del siglo XIX, los estereoscopios se volvieron cada vez más obsoletos. La tecnología inmersiva estuvo más disponible para la gente en 1957 cuando Morton Heilig inventó la experiencia cinematográfica Sensorama que incluía parlantes, ventiladores, generadores de olores y una silla vibratoria para sumergir al espectador en la película.  Cuando uno imagina los cascos de realidad virtual que vemos hoy en día, debe darle crédito a La Espada de Damocles, que se inventó en 1968 y permitió a los usuarios conectar sus cascos de realidad virtual a una computadora en lugar de a una cámara. En 1991, Sega lanzó el casco Sega VR, diseñado para uso doméstico y arcade, pero solo se lanzó la versión arcade debido a dificultades técnicas.  La realidad aumentada comenzó a desarrollarse rápidamente en la década de 1990, cuando Louis Rosenberg creó Virtual Fixtures, que fue el primer sistema de realidad aumentada totalmente inmersivo, utilizado para la Fuerza Aérea. La invención mejoró el desempeño del operador en tareas manuales en ubicaciones remotas mediante el uso de dos controles de robot en un exoesqueleto. La primera introducción de la realidad aumentada mostrada a una audiencia en vivo fue en 1998, cuando la NFL mostró por primera vez una línea amarilla virtual para representar la línea de golpeo/primer intento. En 1999, Hirokazu Kato desarrolló ARToolkit, que era una biblioteca de código abierto para el desarrollo de aplicaciones de RA. Esto permitió a las personas experimentar con AR y lanzar aplicaciones nuevas y mejoradas.  Posteriormente, en 2009, la revista Esquire fue la primera en utilizar un código QR en la portada de su revista para proporcionar contenido adicional. Una vez que Oculus salió al mercado en 2012, revolucionó la realidad virtual y finalmente recaudó 2,4 millones de dólares y comenzó a lanzar sus modelos de preproducción a los desarrolladores. Facebook compró Oculus por 2 mil millones de dólares en 2014, lo que mostró al mundo la trayectoria ascendente de la realidad virtual.  En 2013, Google anunció sus planes para desarrollar sus primeros auriculares AR, Google Glass . La producción se detuvo en 2015 debido a preocupaciones de privacidad, pero se relanzó en 2017 exclusivamente para la empresa. En 2016, Pokémon Go arrasó en el mundo y se convirtió en una de las aplicaciones más descargadas de todos los tiempos. Fue el primer juego de realidad aumentada al que se podía acceder a través del teléfono.

#### Elementos de la tecnología inmersiva.

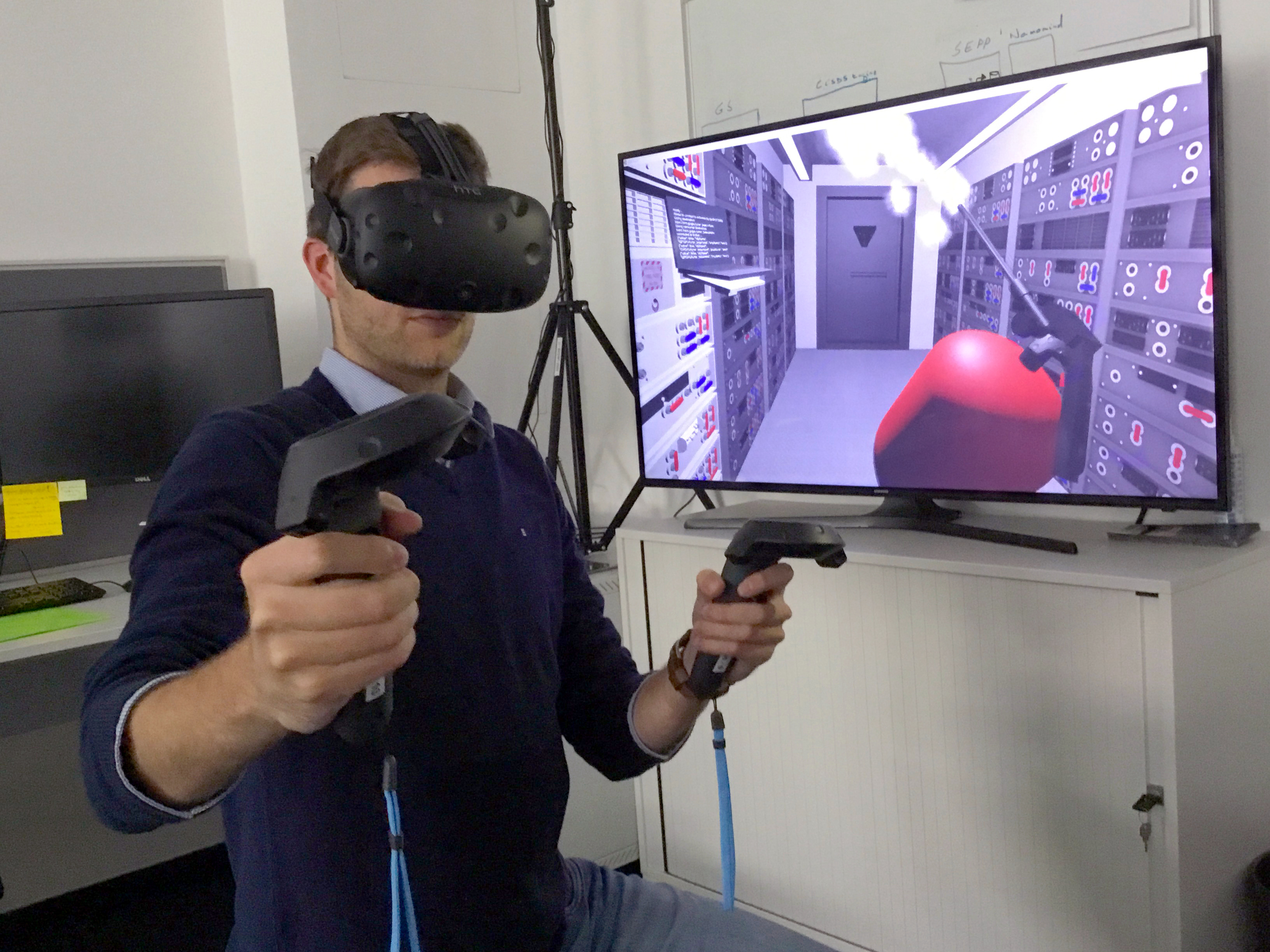
El hombre utiliza auriculares con tecnología inmersiva y controles manuales para completar el escenario de un videojuego de realidad virtual.

Una experiencia tecnológica totalmente inmersiva ocurre cuando todos los elementos de la vista, el sonido y el tacto se unen. Es necesario realizar una verdadera experiencia inmersiva con realidad virtual o realidad aumentada, ya que estos dos tipos utilizan todos estos elementos.  La interactividad y la conectividad son el foco central de la tecnología inmersiva. No se trata de colocar a alguien en un entorno completamente diferente, se trata de presentar virtualmente un entorno nuevo y darle la oportunidad de aprender cómo vivir e interactuar de manera óptima con él.

#### Tipos de tecnología inmersiva
La realidad virtual es la fuente principal de tecnología inmersiva que permite al usuario estar completamente inmerso en un entorno totalmente digital que replica otra realidad. Los usuarios deben usar auriculares, controles manuales y audífonos para tener una experiencia totalmente inmersiva en la que puedan utilizar movimientos/reflejos.  También hay juegos generalizados que utilizan ubicaciones del mundo real dentro del juego. Aquí es cuando la interacción del usuario en un juego virtual lo lleva a interactuar en la vida real. Algunos de estos juegos pueden requerir que los usuarios se reúnan físicamente para completar las etapas. El mundo de los videojuegos ha desarrollado una serie de videojuegos de realidad virtual populares, como Vader Immortal, Trover Saves the Universe y No Man's Sky. El mundo de la tecnología inmersiva tiene muchas facetas que seguirán desarrollándose y expandiéndose con el tiempo.

### Tecnología inmersiva hoy
La tecnología inmersiva ha crecido enormemente en las últimas décadas y continúa progresando. La realidad virtual incluso ha sido descrita como la ayuda al aprendizaje del siglo XXI.  Las pantallas montadas en la cabeza (HMD) son lo que permite a los usuarios obtener una experiencia de inmersión completa. Se espera que el mercado de HMD alcance un valor de más de 25 mil millones de dólares para el año 2022. Las tecnologías de realidad virtual y realidad aumentada recibieron un impulso de atención cuando Mark Zuckerberg, fundador/creador de Facebook, compró Oculus por 2 mil millones de dólares en 2014. Recientemente se lanzó Oculus Quest, que es inalámbrico y permite a los usuarios moverse más libremente. Cuesta alrededor de 400 USD, que es aproximadamente el mismo precio que los auriculares con cables de la generación anterior. Otras grandes corporaciones como Sony, Samsung y HTC también están haciendo grandes inversiones en VR/AR. En lo que respecta a educación, actualmente son muchos los investigadores que están explorando los beneficios y aplicaciones de la realidad virtual en el aula. Sin embargo, actualmente existe poco trabajo sistémico sobre cómo los investigadores han aplicado la realidad virtual inmersiva para fines de educación superior utilizando HMD. El uso más popular de la tecnología inmersiva se produce en el mundo de los videojuegos. Al sumergir completamente a los usuarios en su juego favorito, los HMD han permitido a las personas experimentar el ámbito de los videojuegos desde una perspectiva completamente nueva. Los videojuegos actuales como Star Wars: Squadron, Half-Life: Alyx y No Man's Sky brindan a los usuarios la posibilidad de experimentar todos los aspectos del mundo digital en su juego.  Si bien todavía queda mucho que aprender sobre la tecnología inmersiva y lo que tiene para ofrecer, ha recorrido un largo camino desde sus inicios a principios del siglo XIX.

### Componentes

#### Percepción
Las tecnologías de hardware se desarrollan para estimular uno o más sentidos y crear sensaciones perceptualmente reales. Algunas tecnologías de visión son las pantallas 3D, los domos completos, las pantallas montadas en la cabeza y la holografía . Algunas tecnologías auditivas son los efectos de audio 3D, el audio de alta resolución y el sonido envolvente . La tecnología háptica simula respuestas táctiles.

#### Interacción
Varias tecnologías brindan la capacidad de interactuar y comunicarse con el entorno virtual, incluidas interfaces cerebro-computadora, reconocimiento de gestos, cintas de correr omnidireccionales y reconocimiento de voz.

#### Software
El software interactúa con la tecnología de hardware para representar el entorno virtual y procesar la entrada del usuario para proporcionar una respuesta dinámica en tiempo real. Para lograrlo, el software suele integrar componentes de inteligencia artificial y mundos virtuales . Esto se hace de forma diferente según la tecnología y el entorno; Ya sea que el software necesite crear un entorno totalmente inmersivo o mostrar una proyección sobre el entorno ya existente que el usuario está mirando.

### Investigación y desarrollo
Muchas universidades tienen programas que investigan y desarrollan tecnología inmersiva. Algunos ejemplos son el Laboratorio Virtual de Interacción Humana de Stanford, el Laboratorio de Tecnologías Inmersivas y Gráficos por Computadora de la USC, el Centro de Aplicaciones de Realidad Virtual del Estado de Iowa, el Laboratorio de VR de la Universidad de Buffalo, el Laboratorio de Entornos Virtuales Inteligentes de la Universidad de Teesside, el Laboratorio de Historias Inmersivas de la Universidad John Moores de Liverpool, la Universidad de Míchigan Ann Arbor, la Universidad Estatal de Oklahoma y la Universidad del Sur de California.  Todas estas universidades y más están investigando el avance de la tecnología junto con los diferentes usos a los que se podría aplicar la realidad virtual.También en las universidades la industria de los videojuegos ha recibido un enorme impulso de la tecnología inmersiva, concretamente de la realidad aumentada. La empresa Epic Games, conocida por su popular juego Fortnite, generó 1.250 millones de dólares en una ronda de inversión en 2018, ya que cuenta con una plataforma líder en desarrollo 3D para aplicaciones AR.  El gobierno estadounidense solicita información para el desarrollo de tecnologías inmersivas  y financia proyectos específicos. Esto es para su implementación en las ramas gubernamentales en el futuro.

### Solicitud
La tecnología inmersiva se aplica en varias áreas, incluido el comercio minorista y el comercio electrónico, la industria para adultos, el arte, el entretenimiento y los videojuegos y la narración interactiva, el ejército, la educación, y la medicina. También está creciendo en la industria sin fines de lucro en campos como el alivio de desastres y la conservación debido a su capacidad de poner al usuario en una situación que provocaría más una experiencia del mundo real que solo una imagen, lo que le brindaría una conexión emocional más fuerte con la situación que estarían viendo. A medida que la tecnología inmersiva se generalice, probablemente se extenderá a otras industrias. Además, con la legalización del cannabis en todo el mundo, la industria del cannabis ha experimentado un gran crecimiento en el mercado de tecnología inmersiva para permitir recorridos virtuales de sus instalaciones para atraer a clientes e inversores potenciales.

### Preocupaciones y ética
Los peligros potenciales de la tecnología inmersiva a menudo han sido retratados en la ciencia ficción y el entretenimiento. Películas como eXistenZ, The Matrix y el cortometraje Play de David Kaplan y Eric Zimmerman  plantean interrogantes sobre lo que puede suceder si no somos capaces de distinguir el mundo físico del mundo digital. A medida que el mundo de la tecnología inmersiva se vuelve más profundo e intenso, será una preocupación creciente tanto para los consumidores como para los gobiernos sobre cómo regular esta industria. Debido a que toda esta tecnología es inmersiva y, por lo tanto, no tiene lugar en la vida real, las aplicaciones o los problemas que surgen con la industria en desarrollo son algo a lo que hay que estar atento. Por ejemplo, los sistemas legales debaten sobre temas de delitos virtuales y si es ético permitir comportamientos ilegales como la violación  en un entorno simulado, esto en relación con la industria para adultos, el arte, el entretenimiento y los videojuegos.

## Realidad virtual inmersiva

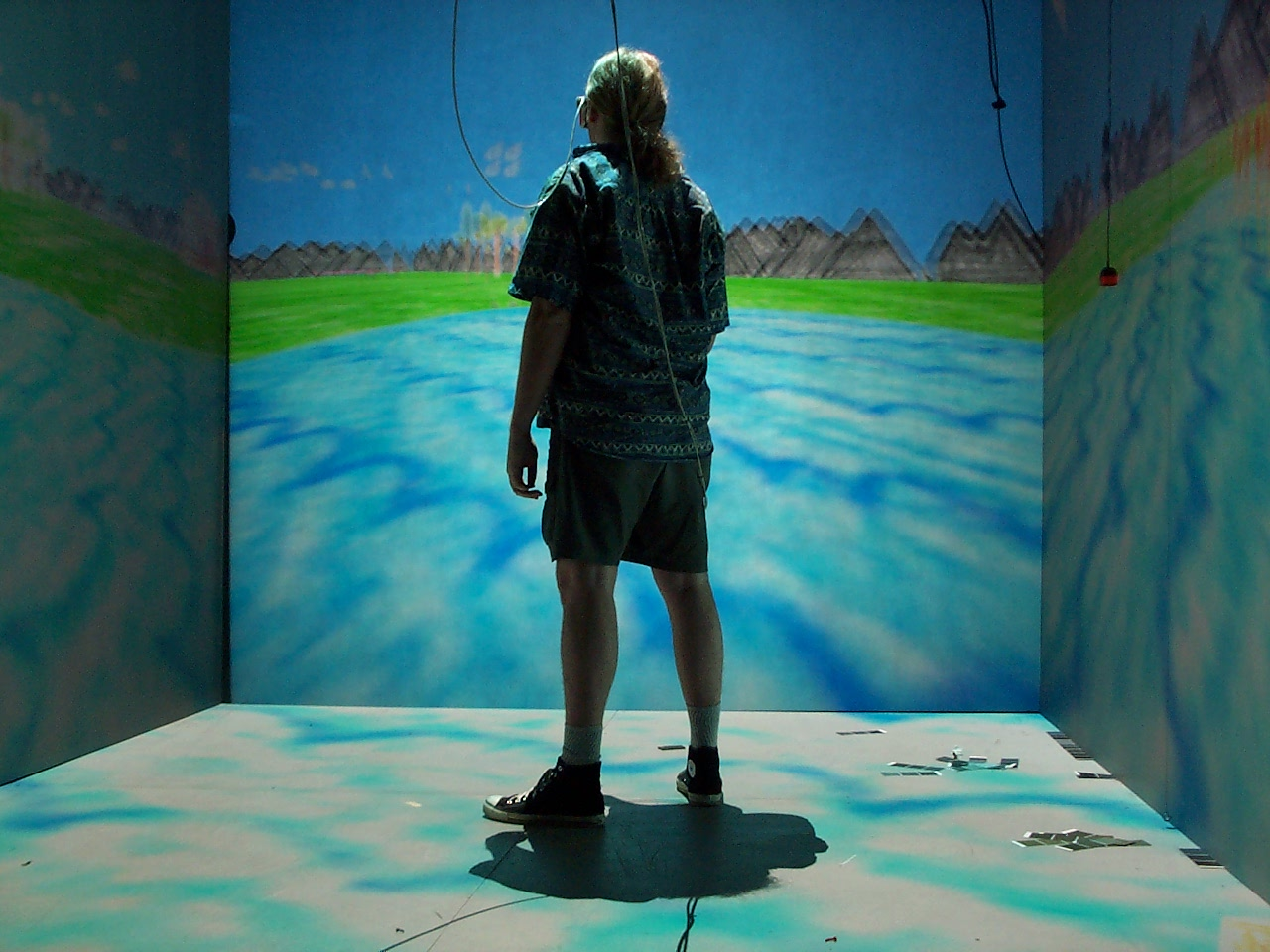
Un sistema de entorno virtual automático de cuevas (CAVE)

La realidad virtual inmersiva es una hipotética tecnología futura que existe hoy en día como proyectos artísticos de realidad virtual, en su mayor parte. Consiste en la inmersión en un entorno artificial donde el usuario se siente tan inmerso como se siente habitualmente en la vida cotidiana.

### Interacción directa del sistema nervioso
El método más considerado sería inducir directamente en el sistema nervioso las sensaciones que componen la realidad virtual. En funcionalismo / biología convencional interactuamos con la vida cotidiana a través del sistema nervioso. Así recibimos todas las entradas de todos los sentidos como impulsos nerviosos. Le da a tus neuronas una sensación de sensación intensificada. Implicaría que el usuario recibiera entradas como impulsos nerviosos estimulados artificialmente, el sistema recibiría las salidas del SNC (impulsos nerviosos naturales) y las procesaría permitiendo al usuario interactuar con la realidad virtual. Sería necesario prevenir los impulsos naturales entre el cuerpo y el sistema nervioso central. Esto podría hacerse bloqueando los impulsos naturales utilizando nanorrobots que se adhieren al cableado cerebral, mientras reciben impulsos digitales que describen el mundo virtual, que luego podrían enviarse al cableado del cerebro. También sería necesario un sistema de retroalimentación entre el usuario y la computadora que almacena la información. Teniendo en cuenta cuánta información se necesitaría para un sistema de este tipo, es probable que se base en formas hipotéticas de tecnología informática.

### Requisitos
Comprensión del sistema nervioso
Se requerirá una comprensión integral de qué impulsos nerviosos corresponden a qué sensaciones y qué impulsos motores corresponden a qué contracciones musculares. Esto permitirá que se produzcan las sensaciones correctas en el usuario y acciones en la realidad virtual. El Proyecto Cerebro Azul es la investigación actual más prometedora con la idea de comprender cómo funciona el cerebro mediante la construcción de modelos informáticos a gran escala.
Capacidad para manipular el SNC
Obviamente sería necesario manipular el sistema nervioso central. Si bien se han postulado dispositivos no invasivos que utilizan radiación, es probable que los implantes cibernéticos invasivos estén disponibles antes y sean más precisos.[cita requerida] Es probable que la nanotecnología molecular proporcione el grado de precisión requerido y podría permitir que el implante se construya dentro del cuerpo en lugar de insertarlo mediante una operación. 
Hardware/software informático para procesar entradas/salidas
Se necesitaría una computadora muy potente para procesar la realidad virtual lo suficientemente compleja como para que sea casi indistinguible de la vida cotidiana e interactúe con el sistema nervioso central con la suficiente rapidez.

## Entornos digitales inmersivos

Cosmopolis, Overwriting the City (2005), gran instalación interactiva de realidad virtual de Maurice Benayoun

Un entorno digital inmersivo es una escena o "mundo" artificial, interactivo y creado por computadora en el que un usuario puede sumergirse.Los entornos digitales inmersivos podrían considerarse sinónimos de realidad virtual, pero sin la implicación de que se esté simulando la "realidad" real. Un entorno digital inmersivo podría ser un modelo de la realidad, pero también podría ser una completa interfaz de usuario de fantasía o una abstracción, siempre que el usuario del entorno esté inmerso en él. La definición de inmersión es amplia y variable, pero aquí se supone que significa simplemente que el usuario se siente parte del " universo " simulado. El éxito con el que un entorno digital inmersivo puede realmente sumergir al usuario depende de muchos factores, como gráficos creíbles por computadora en 3D, sonido envolvente, entrada interactiva del usuario y otros factores como la simplicidad, la funcionalidad y el potencial de disfrute. Actualmente se están desarrollando nuevas tecnologías que pretenden aportar efectos ambientales realistas al entorno de los jugadores: efectos como el viento, la vibración del asiento y la iluminación ambiental.

### Percepción
Para crear una sensación de inmersión total, los 5 sentidos (vista, oído, tacto, olfato, gusto) deben percibir el entorno digital como físicamente real. La tecnología inmersiva puede engañar a los sentidos a través de la percepción:
- Pantallas panorámicas 3D (visuales)
- Acústica de sonido envolvente (auditiva)
- Hápticos y retroalimentación de fuerza (táctil)
- Replicación del olfato (olfativo)
- Replicación del gusto (gustación)

### Interacción
Una vez que los sentidos alcanzan una creencia suficiente de que el entorno digital es real (la interacción y la participación nunca pueden ser reales), el usuario debe poder interactuar con el entorno de una manera natural e intuitiva. Varias tecnologías inmersivas, como controles gestuales, seguimiento de movimiento y visión por computadora, responden a las acciones y movimientos del usuario. Las interfaces de control cerebral (BCI) responden a la actividad de las ondas cerebrales del usuario.

### Ejemplos y aplicaciones
Las simulaciones de entrenamiento y ensayo abarcan toda la gama, desde entrenamiento de procedimientos de tareas parciales (a menudo sobre botones, por ejemplo: qué botón se presiona para desplegar un brazo de reabastecimiento de combustible) hasta simulaciones de movimiento completo que entrenan a los pilotos. o soldados y agentes del orden en escenarios que son demasiado peligrosos para entrenar con equipos reales utilizando municiones reales.Videojuegos desde simples arcade hasta juegos multijugador masivo en línea y programas de entrenamiento como simuladores de vuelo y conducción . Entornos de entretenimiento como simuladores de movimiento que sumergen a los ciclistas/jugadores en un entorno digital virtual mejorado por señales de movimiento, visuales y auditivas. Simuladores de realidad, como uno de las Montañas Virunga en Ruanda que te lleva en un viaje por la jungla para conocer a una tribu de gorilas de montaña.  O versiones de entrenamiento como la que simula un recorrido por las arterias y el corazón humanos para presenciar la acumulación de placa y así aprender sobre el colesterol y la salud.
Paralelamente a los científicos, artistas como Knowbotic Research, Donna Cox, Rebecca Allen, Robbie Cooper, Maurice Benayoun, Char Davies y Jeffrey Shaw utilizan el potencial de la realidad virtual inmersiva para crear experiencias y situaciones fisiológicas o simbólicas.Otros ejemplos de tecnología de inmersión incluyen el entorno físico/espacio inmersivo con proyecciones digitales y sonido circundantes, como CAVE, y el uso de cascos de realidad virtual para ver películas, con seguimiento de la cabeza y control por computadora de la imagen presentada, de modo que el espectador parezca estar dentro de la escena. La próxima generación es VIRTSIM, que logra una inmersión total a través de la captura de movimiento y pantallas inalámbricas montadas en la cabeza para equipos de hasta trece personas inmersivas, lo que permite el movimiento natural a través del espacio y la interacción tanto en el espacio virtual como en el físico simultáneamente.

#### Uso en atención médica
Cada día surgen nuevos campos de estudios vinculados a la realidad virtual inmersiva. Los investigadores ven un gran potencial en las pruebas de realidad virtual que sirven como métodos de entrevista complementarios en la atención psiquiátrica. La realidad virtual inmersiva también se ha utilizado en estudios como una herramienta educativa en la que se ha utilizado la visualización de estados psicóticos para obtener una mayor comprensión de pacientes con síntomas similares.  Hay nuevos métodos de tratamiento disponibles para la esquizofrenia  y otras áreas de investigación recientemente desarrolladas donde se espera que la realidad virtual inmersiva mejore: la educación sobre procedimientos quirúrgicos,  programas de rehabilitación de lesiones y cirugías  y la reducción del dolor del miembro fantasma.

#### Aplicaciones en el entorno construido.
En el ámbito del diseño arquitectónico y las ciencias de la construcción, se adoptan entornos virtuales inmersivos para facilitar a los arquitectos e ingenieros de la construcción mejorar el proceso de diseño mediante la asimilación de su sentido de escala, profundidad, y conciencia espacial . Dichas plataformas integran el uso de modelos de realidad virtual y tecnologías de realidad mixta en diversas funciones de investigación en ciencias de la construcción, operaciones de construcción, capacitación de personal, encuestas de usuarios finales, simulaciones de desempeño  y visualización de modelado de información de construcción. Las pantallas montadas en la cabeza (con sistemas de 3 grados de libertad y 6 grados de libertad ) y las plataformas CAVE se utilizan para visualización espacial y navegación por modelado de información de construcción (BIM) para diferentes propósitos de diseño y evaluación.  Clientes, arquitectos y propietarios de edificios utilizan aplicaciones derivadas de motores de juegos para navegar por modelos BIM a escala 1:1, lo que permite una experiencia de recorrido virtual por edificios futuros.  Para tales casos de uso, la mejora del rendimiento de la navegación espacial entre cascos de realidad virtual y pantallas de escritorio 2D se ha investigado en varios estudios, y algunos sugieren una mejora significativa en los cascos de realidad virtual   mientras que otros no indican una diferencia significativa. Los arquitectos e ingenieros de construcción también pueden utilizar herramientas de diseño inmersivo para modelar varios elementos de construcción en interfaces CAD de realidad virtual,  y aplicar modificaciones de propiedades a archivos de modelado de información de construcción (BIM) a través de dichos entornos. En la fase de construcción del edificio, se utilizan entornos inmersivos para mejorar los preparativos del sitio, la comunicación en el sitio y la colaboración de los miembros del equipo, la seguridad   y la logística. Para la formación de trabajadores de la construcción, los entornos virtuales han demostrado ser muy eficaces en la transferencia de habilidades y los estudios muestran resultados de rendimiento similares a los de la formación en entornos reales.  Además, las plataformas virtuales también se utilizan en la fase de operación de los edificios para interactuar y visualizar datos con dispositivos de Internet de las cosas (IoT) disponibles en los edificios, mejora de procesos y también gestión de recursos.  
Los estudios de ocupantes y usuarios finales se realizan a través de entornos inmersivos.   Virtual Las plataformas inmersivas involucran a los futuros ocupantes en el proceso de diseño del edificio al brindar una sensación de presencia a los usuarios al integrar maquetas previas a la construcción y modelos BIM para la evaluación de opciones de diseño alternativas en el modelo de construcción de manera oportuna y rentable.  Los estudios que realizan experimentos con humanos han demostrado que los usuarios se desempeñan de manera similar en las actividades diarias de la oficina (identificación de objetos, velocidad de lectura y comprensión) dentro de entornos virtuales inmersivos y entornos físicos evaluados.  En el campo de la iluminación, se han utilizado cascos de realidad virtual para investigar la influencia de los patrones de la fachada en las impresiones perceptivas y la satisfacción de un espacio simulado con luz natural. Además, los estudios de iluminación artificial han implementado entornos virtuales inmersivos para evaluar las preferencias de iluminación de los usuarios finales de escenas virtuales simuladas con el control de las persianas y las luces artificiales en el entorno virtual.
Para el análisis y la ingeniería estructural, los entornos inmersivos permiten al usuario centrarse en las investigaciones estructurales sin distraerse demasiado para operar y navegar por la herramienta de simulación. Se han diseñado aplicaciones de realidad virtual y aumentada para el análisis de elementos finitos de estructuras de conchas . Utilizando un lápiz óptico y guantes de datos como dispositivos de entrada, el usuario puede crear, modificar mallas y especificar condiciones de contorno. Para una geometría simple, resultados codificados por colores en tiempo real se obtienen cambiando las cargas sobre el modelo. Los estudios han utilizado redes neuronales artificiales (RNA) o métodos de aproximación para lograr la interacción en tiempo real de la geometría compleja y simular su impacto. mediante guantes hápticos. También se han logrado estructuras a gran escala y simulación de puentes en entornos virtuales inmersivos. El usuario puede mover las cargas que actúan sobre el puente y los resultados del análisis de elementos finitos se actualizan inmediatamente mediante un módulo aproximado.

## Efectos negativos
El mareo por simulación, o enfermedad del simulador, es una afección en la que una persona presenta síntomas similares al mareo causado por jugar juegos de computadora/simulación/videojuegos (Oculus Rift está trabajando para resolver el mareo del simulador).El mareo por movimiento debido a la realidad virtual es muy similar al mareo por simulación y al mareo debido a las películas. En la realidad virtual, sin embargo, el efecto se agudiza, ya que todos los puntos de referencia externos están bloqueados de la visión, las imágenes simuladas son tridimensionales y, en algunos casos, sonido estéreo que también puede dar una sensación de movimiento. Los estudios han demostrado que la exposición a movimientos de rotación en un entorno virtual puede provocar un aumento significativo de las náuseas y otros síntomas del mareo.También se considera que otros cambios de comportamiento, como el estrés, la adicción, el aislamiento y los cambios de humor, son efectos secundarios causados por la realidad virtual inmersiva.

## Otras lecturas
- medios.ford.com
- en.aol.com
- Reyes, Estefanía. "Ford lleva la presentación de realidad virtual a la UCF", septiembre de 2012.
- Christiane Paul, arte digital, Thames & Hudson Ltd.
- Oliver Grau, "Arte virtual: de la ilusión a la inmersión" MIT-Press, Cambridge 2003
- Timothy Murray, Derrick de Kerckhove, Oliver Grau, Kristine Stiles, Jean-Baptiste Barrière, Dominique Moulon, Maurice Benayoun Open Art, Nouvelles éditions Scala, 2011, versión francesa,ISBN 978-2-35988-046-5
- Allen Varney, (8 de agosto de 2006). "Inmersión inexplicable" en "The Escapist"
- Frank Popper, "Del arte tecnológico al virtual", MIT Press.ISBN 0-262-16230-X.
- Oliver Grau (Ed.), Historias del arte multimedia, MIT-Press, Cambridge 2007
- Joseph Nechvatal, "Exceso inmersivo en el ábside de Lascaux", Artes Tecnonoéticas 3, no3. 2005
- Edward A. Shanken, Arte y Medios Electrónicos . Londres: Phaidon, 2009.ISBN 978-0-7148-4782-5
- Joseph Nechvatal Hacia una inteligencia inmersiva: ensayos sobre la obra de arte en la era de la tecnología informática y la realidad virtual (1993-2006) . Prensa de borde. Nueva York, Nueva York 2009
- Joseph Nechvatal, Ideales inmersivos/Distancias críticas . Publicaciones académicas LAP Lambert . 2009